# 2016년 6월 이스탄불 폭탄 테러
2016년 6월 7일 현지 시간 8시 40분 경에 튀르키예의 이스탄불 파티흐에서 폭탄 테러가 발생했다. 이 테러로 경찰관 7명과 시민 4명이 사망하고 36명이 부상당했다. 경찰관이 타고 있던 버스를 노린 것이였다.